# カールマン (アウストラシア宮宰)
カールマン（Karlmann, 706/13年 - 754年8月17日）は、フランク王国の宮宰（在職：741年 - 747年）。カール・マルテルと正妻クロドトルードの長男。

## 生涯
カール・マルテルには、正妻との子であるカールマン、ピピン3世のほかに、側室スワナヒルドから生まれた異母弟グリフォがいた。父カール・マルテルは、王国を三分し、三子に分割相続させるつもりであった。これに対し、長子のカールマンは、741年の父の死後すぐに異母弟グリフォを捕えて修道院に幽閉した上で、弟ピピンと会談し、グリフォの相続分を二人で分割した。その結果、カールマンはアウストラシア部分を、ピピンがネウストリア部分をそれぞれ支配することになった。また、737年以来空位であったフランク王座に、キルペリク2世の子キルデリク3世をつけた。
しかし、747年秋、カールマンは突然モンテ・カッシーノ修道院に隠棲した。その理由は不明である。嫡男のドローゴがいたが、弟ピピンはその継承権を認めず、フランク王国全土を唯一の宮宰として単独で統治した。その後、弟ピピン3世は751年にキルデリク3世を廃位し、国王の座に就いた。